# Hindu (Emmaste)
Hindu – wieś w Estonii, w prowincji Hiuma, w gminie Emmaste. Na zachód od wsi znajduje się górna latarnia morska Sõru.